# シングルマザーズ
『シングルマザーズ』は、永井愛の作による戯曲。永井主宰の二兎社第36回公演として永井自身の演出により2011年2月20日に初演、同年3月7日発売の『悲劇喜劇』2011年4月号（早川書房）に掲載された。2002年に政府が決定した児童扶養手当削減方針の撤回を求めて活動したシングルマザーたちの実話をもとにした作品。
並びにそれを原案としたテレビドラマ。

## 概要
執筆の契機となったのは、二兎社の制作担当でシングルマザーの女性による母子加算の復活を求める投書が新聞に掲載されたり、児童扶養手当削減方針の撤回を訴える姿がテレビのニュースで放映されたことだった。

## あらすじ
2002年、秋。直は派遣社員として働き、12歳の息子を一人で育てながら、シングルマザーの支援団体“ひとりママ・ネット”の事務局長としても活動している。代表を務める燈子と直の目標は国会を動かし、児童扶養手当の削減を撤回させることだった。小さなアパートの一室を借りた事務局には、離婚により裕福な家庭から一転して3人の子供を抱えた貧困生活となった初音や、資格の勉強に取り組むギャルママの水枝も出入りしている。そんなある日、事務局に小田と名乗る男が不意に現れる。小田は、自分は突然いなくなった妻子を捜していると語るが、直は彼がDVの加害者であることを感じ取る。

## 登場人物
上村 直
演 - 沢口靖子

高坂燈子
演 - 根岸季衣

大平初音
演 - 枝元萌

難波水枝
演 - 玄覺悠子

小田行男
演 - 吉田栄作

## スタッフ
- 作・演出 - 永井愛
- 美術 - 大田創
- 照明 - 中川隆一
- 音響 - 市来邦比古
- 衣裳 - 竹原典子
- ヘアメイク - 清水美穂
- 演出助手：鈴木修
- 舞台監督：澁谷壽久

## 上演
- 2011年2月20日 - 3月27日、東京芸術劇場 小ホール1
公演期間中の3月11日に東日本大震災が発生し、11日から13日の4ステージが中止となった。16日からの再開後の公演では上演前に永井が客席に挨拶し「演劇は平和で安全な時だけの楽しみではありません。」とメッセージを送った[2]。また、4月12日の宮城県のえずこホールでの公演は無料で行われた。

## 書誌情報
- 悲劇喜劇 2011年4月号（2011年3月7日、早川書房）

## テレビドラマ
NHK総合テレビジョン「ドラマ10」にて2012年10月23日から12月11日まで放送された。全8回。内容は社会派ホームドラマで、主演は舞台版と同様、沢口靖子が務める。キャッチコピーは「泣いてる暇なんて、ない!」。

### あらすじ（テレビドラマ）
夫の激しいDVから逃れるため、直（なお）は５才の息子涼太と共に身一つで家を飛び出した。海上護衛艦が望める街にたどり着き途方にくれているところを、不動産屋の姉御肌のパートスタッフ久美の援助で身の置き場所を得た直。子ども二人を育てるシングルマザー久美の応援で、直はこの町でシングルマザーとしての一歩を踏み出した。近所のカレーハウス「鴎夢亭（おうむてい）」では、一皿を涼太と分け合おうとしていたのを見かねたオーナー老夫婦一家にも優しくされ、週の一日をそこで働かせてもらえることになり、涼太も孫のように老夫婦になつく。
慣れないパートの掛け持ち生活を始める直だが、仕事中に夫の暴力のフラッシュバックに襲われてパート先の居酒屋からは、もう来なくていいと言われてしまう。そんな中、偶然高坂燈子に助けられた直は後日、藁にもすがる思いで燈子の事務所を訪れる。燈子はシングルマザーをサポートする「ひとりママネット」の代表であり、シングルマザーの大先輩だったのだ。燈子と鴎夢亭、二つの安息所を得た直だが、自分に何の資格も取り柄もないことに気づき、簿記検定そしてパソコン検定の試験勉強に邁進する。涼太は、母のシングルマザー友達である水枝のひとり息子慎之介と一緒に入学式を迎え、母の愛のもとでたくましく素直な小学生に育っていく。
ある日、事務局を小田と名乗る会社員の男性が訪ねてくる。応対した直に、自分を置いて家を飛び出した妻のことについて相談したいと話し出す。妻からの暴力を受けていた、自分はDV被害者だと訴える小田。しかし小田の中にある、自分の元夫と同じDV加害者の影に気づいた直は、激しいフラッシュバックに襲われその場に崩れ落ちてしまう。日を改めて度々訪ねて来て、会の作業を手伝うようになった真面目で礼儀正しい振る舞いの小田ではあるが、自身の過去の行動について真摯に向き合うようにと詰め寄る直。その後小田はDV加害者の更生プログラムに入り、過去の自分を見つめ直す道を歩み始める。
やがて経理の仕事を得て、さらにひとりママネット事務局長の椅子を与えられた直は、仕事も仲間のサポートもと忙しく活動するようになる。そういう直に触発されパソコン検定を目指すもの、簿記検定を目指すものが現れ始め、グループの会員はそれぞれに自立へと活気づいていく。しかし、現実の社会はシングルマザーに対して無理解で厳しく、不況による非正規のリストラ、さらに児童扶養手当削減法案の正立という試練が待ち構えていた。ついに直たちは国会への抗議活動へと向かい街頭演説会を計画するが、マスコミへ露出されれば別れた夫に隠し続けている所在を知られるだろうことに直は心を痛める。

### キャスト

#### 主要人物
- 上村 直 - 沢口靖子
- 難波 水枝 - 酒井若菜
- 斎藤 久美 - 北斗晶
- 木島 雪乃 - 忽那汐里
- 小暮 雅子 - 田島令子
- 小暮 洋輔 - ユージ
- 大平 初音 - 枝元萌
- 上村 喬 - 山路和弘
- 上村 鶴子 - 槇由紀子
- 園長 - 金沢碧
- 上村 涼太 - 幼少期：田中奏生→少年期（小学生〜中学生）：山崎竜太郎→少年期（高校生）：藤原薫
- 難波 慎之介 - 幼少期：吉田はるき→少年期：松島海斗
- 斎藤 大 - 上妻成吾
- 斎藤 なずな - 幼少期：山岡愛姫→少女期：安田彩奈
- 山田 あさみ - 原舞歌
- 木島 綾乃 - 幼少期：横溝菜帆→少女期：遠藤璃菜
- 梶谷 由香子 - 三浦理恵子
- 小田 行男 - 山口馬木也
- 青山 信樹 - 田中哲司
- 青山 路子 - 星由里子
- 小暮 金治 - 若林豪
- 高坂 燈子 - 高畑淳子

#### ゲスト
- リサイクルショップの店長 - 佐々木健介（第2話）
- 小野寺 真里 - 中條サエ子（第7話）

### スタッフ（テレビドラマ）
- 原案：永井愛
- 脚本：相良敦子
- 音楽：富貴晴美
- 主題歌：徳永英明「名前のないこの愛のために」（ユニバーサルミュージック）
- 演出：本木一博、松浦善之助
- 音響効果：久保光男、鈴木希弥
- 法律監修：垣内恵子、飯田豊浩、高取由弥子
- 臨床心理考証：棚瀬一代
- 擬闘：松本真治
- 取材協力：赤石千衣子
- 制作統括：藤澤浩一
- 制作著作：NHK

### 放送日程
| 各回                                                      | 放送日   | サブタイトル                 | 演出       |
| --------------------------------------------------------- | -------- | ---------------------------- | ---------- |
| 第1回                                                     | 10月23日 | ようこそ、シングルマザー！   | 本木一博   |
| 第2回                                                     | 10月30日 | あなたは間違ってない！       | 本木一博   |
| 第3回                                                     | 11月06日 | ぶつけよう、あなたの気持ち！ | 松浦善之助 |
| 第4回                                                     | 11月13日 | 招かれざる客?                | 松浦善之助 |
| 第5回                                                     | 11月20日 | 子供のキモチ！               | 本木一博   |
| 第6回                                                     | 11月27日 | 母と子の総決算?              | 本木一博   |
| 第7回                                                     | 12月04日 | シンママたちの大勝負！       | 松浦善之助 |
| 最終回                                                    | 12月11日 | 嵐の予感！                   | 松浦善之助 |
| 平均視聴率 8.1%（視聴率は関東地区・ビデオリサーチ社調べ） |          |                              |            |

### 関連商品
| NHK ドラマ10                                            | NHK ドラマ10                                 | NHK ドラマ10                                    |
| 前番組                                                  | 番組名                                       | 次番組                                          |
| ------------------------------------------------------- | -------------------------------------------- | ----------------------------------------------- |
| つるかめ助産院〜南の島から〜 （2012.8.28 - 2012.10.17） | シングルマザーズ （2012.10.23 - 2012.12.11） | いつか陽のあたる場所で （2013.1.8 - 2013.3.12） |